# Уан Ман
Уан Ман (на китайски: 王莽; на пинин: Wáng Măng) е китайски император, управлявал през 9 – 23 година като единствен представител на династията Син.
Уан Ман е висш сановник в двора на империята Хан, който се превръща във фактически владетел на страната и през 9 г. се обявява за император, отстранявайки от трона управляващата династия. Нейната власт е възстановена след смъртта му, като управлението на Уан Ман разделя периодите на Западна (преди него) и Източна Хан (след него).
Някои историци разглеждат Уан като обикновен узурпатор, докато други го описват като визионер и самоотвержен социален реформатор. Въпреки че е възпитан в традициите на конфуцианството и се опитва да изгради хармоничното общество от класическите текстове, Уан Ман и неговите реформи предизвикват хаос и гражданска война.

## Ранни години
Уан Ман е роден през 45 пр.н.е. в семейството на един от по-малките братя на императрицата Уан Джъндзюн, който умира сравнително млад. През 33 г. пр.н.е. император Хан Юен умира и Хан Чън, най-възрастният син на Уан Джъндзюн, наследява трона и тя придобива голямо политическо влияние. Уан Ман израства в императорския двор и получава добро образование в традициите на конфуцианството.

## Издигане в императорския двор
Уан Ман се ползва с протекциите на своя чичо Уан Фън, който след идването на власт на император Чън е главнокомандващ. Уан Фън препоръчва младежа на императора и императрицата майка Уан Джъндзюн. Той умира през 22 г. пр.н.е., но през следващите години Уан Ман е издигнат в двора, стигайки до поста на помощник-командир на императорската гвардия.
През 16 г. пр.н.е. Уан Шан, друг от чичовците на Уан Ман, отделя част от владенията си, така че императорът да даде на Уан Ман благородническата титла хоу на Синду. Той е повишен и в министър. Според историците той продължава да живее скромно, като използва нарасналите си доходи, за да печели привърженици сред бюрократите в двора.
При управлението на император Чън влиянието на рода Уан е много голямо и всички негови чичовци последователно заемат поста на главнокомандващ въоръжените сили – най-влиятелната длъжност в двора. През 12 г. пр.н.е. главнокомандващ става най-младият от чичовците на Уан Ман – Уан Гън. В двора започват да се носят слухове за това, кой ще го наследи, като най-вероятните кандидати са Уан Ман и братовчед му Чуню Джан, сестрин син на императрицата майка и близък на императора и семейството му. В резултат на организирани от Уан Ман интриги Чуню Джан е екзекутиран. През 8 г. пр.н.е. главнокомандващият Уан Гън умира и на негово място е назначен племенникът му Уан Ман, който по това време е на 37 години.

## В немилост при император Ай
През 7 г. пр.н.е. император Чън умира внезапно и е наследен от своя племенник Хан Ай. Първоначално императрица Уан Джъндзюн и родът Уан запазват позициите и при новия император, но постепенно това започва да се променя. Двадесетгодишният император попада под влиянието на своята баба Фу, наложница на починалия съпруг на Уан Джъндзюн. След личен конфликт с Фу Уан Ман е принуден да подаде оставка като главнокомандващ, след което родът Уан бързо започва да губи влиянието си в двора.
Първоначално, макар и свален от висшите си постове, Уан Ман остава в столицата Чанан и периодично се среща с императора. През 5 г. пр.н.е. Фу, чието влияние продължава да се засилва, настоява пред императора Уан Ман да бъде лишен от благородническия статут, но Ай само го отпраща в Синду, владението му в Хънан.
Докато пребивава в Синду, Уан Ман полага всички усилия да предотврати евентуални обвинения в заговор, като ограничава контактите си с други хора и нарежда на сина си Уан Хуо да се самоубие, след като е убил един слуга. През 2 г. пр.н.е. император Ай разрешава на Уан Ман да се върне в столицата, за да помага на императрица Уан Джъндзюн, но не му дава никакви официални постове.

## Регентство
През 1 г. пр.н.е. император Хан Ай внезапно умира. С решителни действия Уан Джъндзюн отстранява от власт приближените му и Уан Ман отново става главнокомандващ. За император е обявен осемгодишният Хан Пин, последният мъжки потомък на император Юен, а Уан Ман става негов регент. Върнали си властта, Уан се разправят жестоко с противниците си, като някои са принудени да се самоубият, други са изпратени в провинцията, а императрица Фу е извадена от гроба, който след това е заравнен със земята. Императорът е изолиран от майка си и нейните роднини от рода Уей, на които е забранено да го посещават в столицата.
През следващите няколко години Уан Ман започва да изгражда истински култ към личността си, като множество пророчества го обявяват за превъплъщение на полулегендарния регент Джоу Гун. През 1 г. той получава висшата благородническа титла гун, която дотогава не е използвана още от установяването на династията Хан. През следващата година организира масови демонстрации, настояващи дъщеря му да стане съпруга на императора, което става факт през 4 г.
Уан Ю, един от синовете на Уан Ман, опасявайки се от отмъщение срещу рода Уан, когато императорът поеме властта, се опитва да смекчи тираничното управление на баща си и да намери компромис с рода Уей. Когато Уан Ман научава за тези контакти, той принуждава сина си да се самоубие, а целият род Уей, с изключение на майката на императора, е ликвидиран. Чистката обхваща широки кръгове, които нямат отношение към заговора, като смъртта си намират и близки роднини на регента, както и членове на императорското семейство.
След масовата разправа със своите реални или предполагаеми противници, властта на Уан Ман в двора става безспорна, но изглежда отношението на императора към него е отрицателно. Регентът решава да го отстрани и през 5 г. го отравя. Починал едва тринадесетгодишен, Хан Пин, който е и последният мъжки потомък на Хан Юен, няма деца. Установява се, че император Хан Сюен има 53-ма правнуци, но всички те са възрастни, което не се харесва на Уан Ман, и той обявява, че императорът не може да бъде наследен от свой братовчед от същото поколение. Така кандидати за трона остават 23-мата праправнуци на Хан Сюен, които все още са деца.
Уан Ман убеждава Уан Джъндзюн да го обяви за изпълняващ длъжността император до избора и пълнолетието на бъдещия владетел. През пролетта на 6 година за наследник е обявен едногодишният Хан Жудзъ, но той не получава официално императорската титла в очакване на пълнолетието си. Действията на Уан Ман предизвикват недоволството на рода Лю, управляващата династия на Хан, и през следващите години има няколко техни опита за бунт, които завършват неуспешно.
През 9 г. Уан Ман официално се обявява за император на новата династия Син. Синът му Уан Лин става престолонаследник и императорът назначава за негови съветници видни конфуциански учени. Уан Джъндзюн запазва почетното си място в двора и Уан Ман се отнася към нея като към своя майка до нейната смърт през 13 г.

## Първи години като император

### Административни реформи
В началото на своето управление новият император е самоуверен и вярва, че вече ще има възможност да реализира своя идеал – възстановяването на легендарния златен век от времената на династията Джоу. Той изменя административната структура по модела на Джоу и възстановява древните имена на множество географски обекти.
Опитвайки се да възпроизведат администрацията на Джоу, самият владетел и неговите приближени отделят изключително много време изследвайки древни легенди, занемарявайки текущото управление. Самият той узурпирал трона, Уан Ман се отнася с недоверие към висшите си служители и се стреми сам да взема всички решения. Така в много окръзи с години не се назначават управители и, оставени без надзор, местните чиновници затъват в корупция и безогледно потискат населението.
В рамките на реформите, Уан Ман нарежда да се преразгледа системата на заплащане на чиновниците. Този процес продължава с години, а междувременно чиновниците не получават заплащане, което допълнително усилва корупцията сред тях. През 16 г. новата система на заплащане най-накрая е готова, като според нея заплатите зависят от благосъстоянието на държавата. Въпреки това заплатите продължават да не се плащат до края на управлението на Уан Ман, тъй като няма процедура за определяне на благосъстоянието.

### Икономическа политика
Сред първите мерки на Уан Ман като император е да обяви всички земи за държавна собственост, като доскорошните им собственици продължават да ги ползват, но губят правото на разпореждане с тях. Той налага и ограничение на поземлените владения до около 60 ha и премахва робството, но тези мерки предизвикват силна съпротива и през 12 г. са отменени.
През 10 г. Уан Ман създава държавна служба, която отпуска заеми при фиксирана лихва и регулира цените на храните и тъканите, поддържайки стоков резерв, с който да се намесва на пазара. През същата година въвежда данъци върху необработените земи и хората, отказващи да работят, и за пръв път в китайската история въвежда подоходен данък, чийто размер е 10%. Създаден е и държавен монопол върху алкохола и оръжията.
През 11 г. придошлите води на река Хуанхъ предизвикват наводнения, последвани от масов глад в големи части от страната. Тези събития разклащат авторитета на владетеля, като се появяват пророчества, че той е загубил Небесния мандат и династията Хан трябва да бъде възстановена.
Друга мярка на Уан Ман, която нанася значителни щети на икономиката, е въвеждането на 28 различни вида монети от злато, сребро, черупки на костенурки и миди и мед. Многообразието на монети затруднява хората да различават истинските от фалшивите пари, което блокира паричните сделки. В крайна сметка императорът е принуден да остави само два вида монети, но въпреки тежките наказания, хората отказват да използват новите монети и продължават да си служат с монетите от времето на Хан, създавайки мащабен нелегален пазар.

### Външна политика
Управлението на Уан Ман е свързано с подновяване на военните действия срещу хунну за пръв път от средата на 1 век пр.н.е., когато те стават васали на Хан. Още докато е регент той отправя няколко неприемливи искания към шанюя Уджулю, а след като става император отнема васалния му статут и започва да се отнася към него като към китайски чиновник. Малко по-късно той се опитва да отстрани шанюя и да раздели земите на хунну между 15 отделни шанюя, което предизвиква открита война. От 10 г. хунски войски опустошават крайграничните области. През 11 г. Уан Ман концентрира по границите значителна армия, но тя не успява да спре нападенията. С кратковременни прекъсвания военните действия продължават и след смъртта на Уджулю през 13 г.
При подобни обстоятелства Уан Ман предизвиква недоволството и на васалите по югозападната граница – след като ги понижава в ранг избухват бунтове, а князът на Дзютин се съпротивлява в продължение на години. Опитите за мобилизация на корейци, живеещи в границите на империята, за войните срещу хунну предизвиква продължителни бунтове и сред тях. В резултат на неумелата дипломация на Уан Ман империята губи влиянието си сред васалните усуни. През 13 година княжествата в Таримския басейн отхвърлят властта на Уан Ман, а опитите му да ги подчини през 16 г. се провалят.

## Последни години
През 17 г., опитвайки се да подобри тежкото си финансово положение, Уан Ман създава шест монопола – на алкохола, солта, желязото, монетите, дърводобива и риболова, но въпреки нарасналите цени на тези стоки, приходите на хазната са ограничени, заради масовата корупция. През същата година повишените данъци, силната корупция и глада в някои части на страната предизвикват десетки селски бунтове, по-значимите сред които са на Гуатиен И в района на Суджоу, на Лю Му около Хайцю, на Джан Ба в района на Дзинджоу, на Ян Му в района на Сяоган, на Дяо Дзъду в Шандун и Дзянсу. Най-продължителни са въстанието Люлин в Хънан и Хубей и Въстанието на червените вежди на Шандун и Дзянсу. Изглежда първоначално Уан Ман подценява тези въстания и те продължават с години. През 18 г. Уан Ман отхвърля предложенията за мир на новия шанюй на хунну Худуаршъ Даогао и си поставя за цел да постави на негово място свой кандидат.
През 20 г. Уан Ман отнема титлата престолонаследник от сина си Уан Лин и дава някои привилегии на по-големия му брат Уан Ан. През следващата година обвинява Уан Лин в заговор и го принуждава да се самоубие, но малко по-късно умира и Уан Ан. Тогава Уан Ман обявява наличието на двама свои синове от прислужници, на които дава благороднически титли.
През 22 г. Уан Ман решава да предприеме по-сериозни мерки срещу селските въстания и изпраща значителни сили срещу Въстанието на червените вежди, но те не постигат решаващ успех. По същото време въстанието Люлин е засегнато от тежка епидемия и участниците в него се разделят на няколко групи. Една от тях се присъединява към бунта на братята Лю Ян и Лю Сиу, далечни потомци на династията Хан и земевладелци в района на Сянфан. Войските на Лю Ян бързо се засилват, привличайки множество недоволни от управлението, през 23 г. нанасят тежко поражение на губернатора на Нанян, който загива в боя, и превземат столицата на областта Уанчън. Бунтовниците обявяват Лю Сюен, друг потомък на династията Хан, за император под името Гъншъ. През пролетта те разгромяват в битката при Кунян голяма правителствена армия, водена от първия министър Уан Сюн, с което до голяма степен си осигуряват победата във войната. След победата при Кунян войските на Хан се насочват към столицата Чанан, посрещани с ентусиазъм от населението и привличайки много доброволци. На 4 октомври стигат до Чанан, като в същото време в града започва бунт в тяхна подкрепа. На 6 октомври 23 г. Уан Ман е убит от нахлула в двореца му тълпа, а тялото му е разкъсано на парчета.